# أوليفر كريستيان فرنانديز
أوليفر كريستيان فرنانديز (بالإسبانية: Oliver Christian Fernández)‏ هو لاعب كرة قدم بوليفي، ولد في 14 أكتوبر 1983، وتوفي في 5 يناير 2012.